# Gav Panam
Gav Panam (persan : گاوپنام romanisé en Gāv Panām et également connu sous le nom de Gāv Panāh) est un village de la province de Kermanshah en Iran. Lors du recensement de 2006, sa population était de 331 habitants pour 83 familles.